# Festival international du film d'Odessa
Le Festival international du film d'Odessa (en ukrainien : Одéський міжнарóдний кінофестивáль) est un festival annuel du film tenu au milieu du mois de juillet à Odessa, en Ukraine et qui s'est tenu pour la première fois du 16 au 24 juillet 2010.

## Quelques membres du jury international

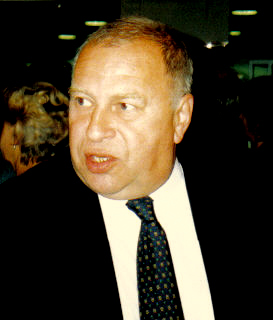
Jerzy Stuhr président du jury en 2011.
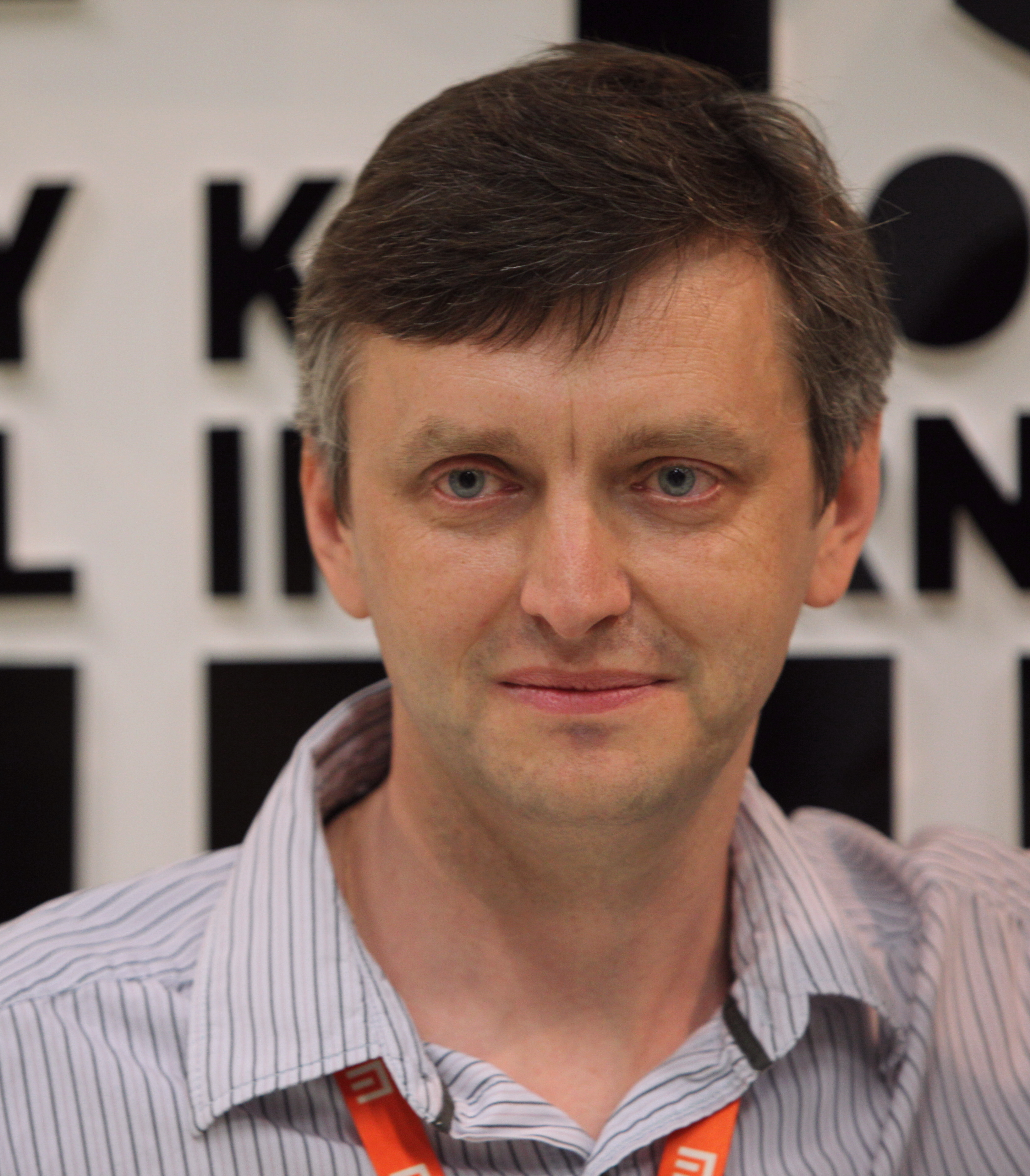
Sergei Loznitsa membre du jury en 2014.
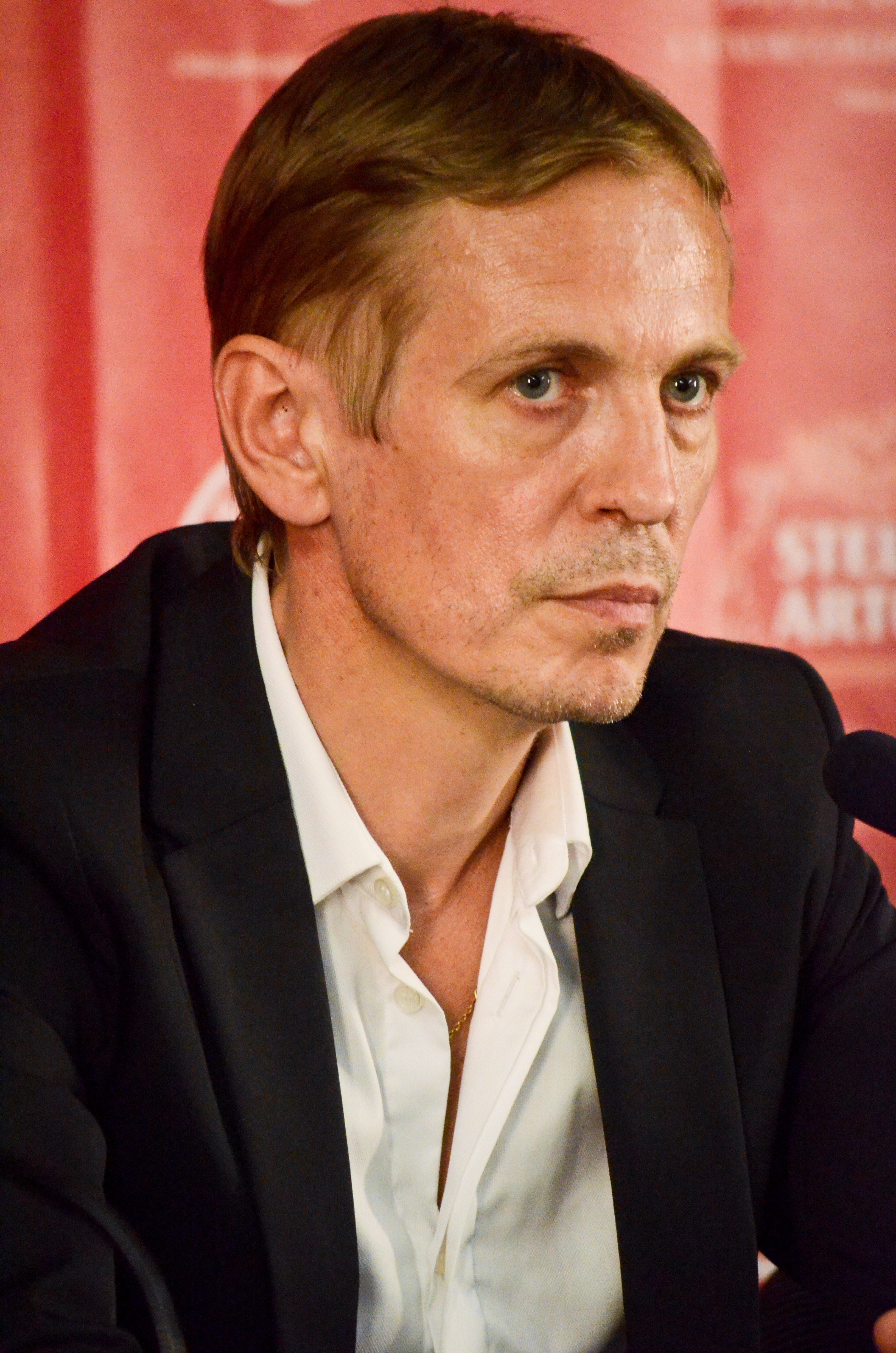
Šarūnas Bartas membre en 2015.
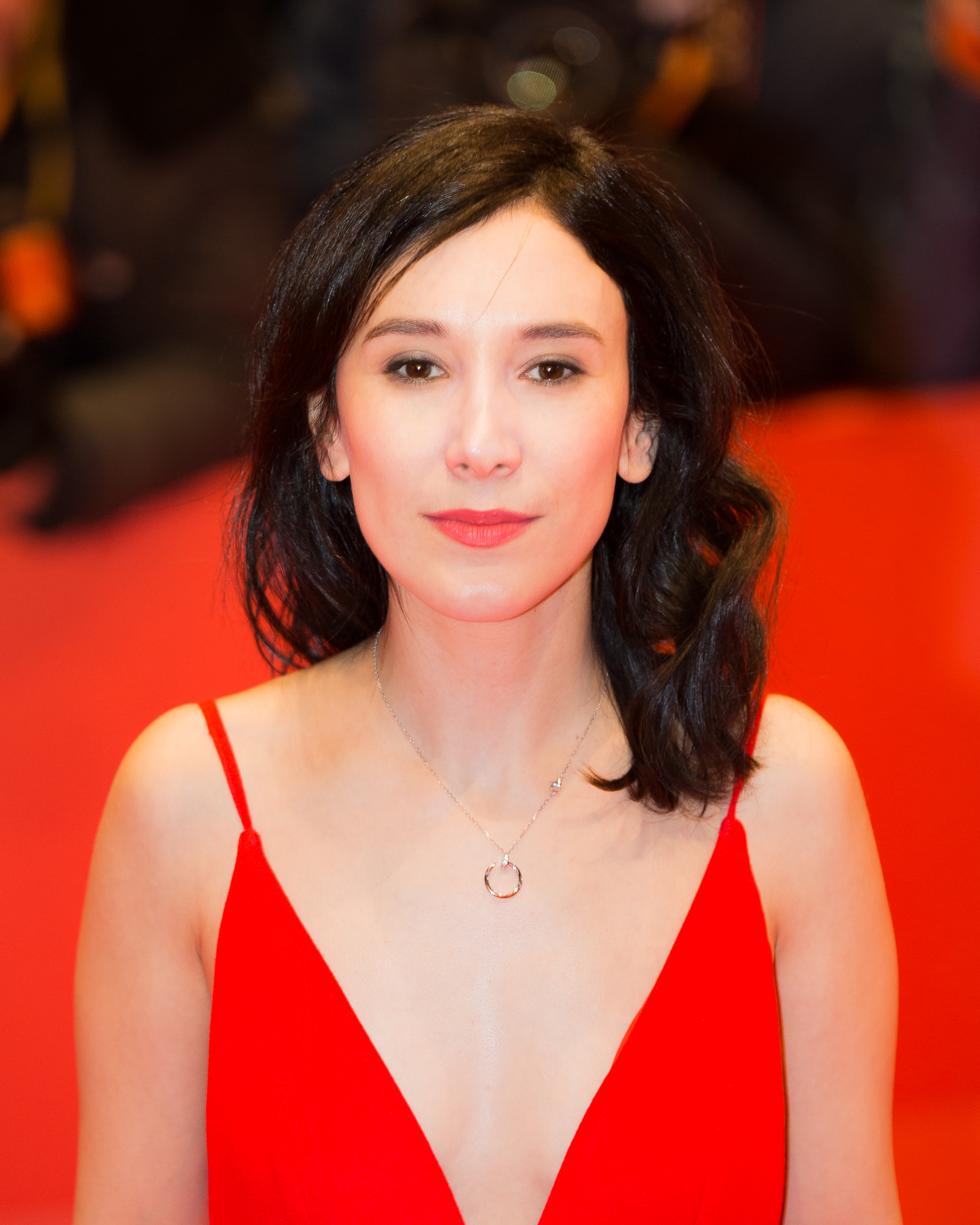
Sibel Kekilli membre en 2017.

### 1reédition (2010)
- Jos Stelling (président du jury), réalisateur  Pays-Bas
- Swetlana Sikora, directrice du Festival goEAST  Allemagne
- Grégoire Colin, acteur  France
- Sergueï Tchliants, producteur  Russie
- Serhiy Trymbach  Ukraine

### 2eédition(2011)
- Jerzy Stuhr (président du jury), acteur et réalisateur  Pologne
- Maria de Medeiros, actrice, réalisatrice et chanteuse  Portugal
- Ada Rogovtseva, actrice  Ukraine
- Valeri Todorovski, réalisateur et producteur  Russie
- Klaus Eder, critique de film  Allemagne

### 3eédition(2012)
- Andreï Plakhov, réalisateur  Russie
- Aleksandr Fehling, acteur  Allemagne
- Michale Boganim, réalisatrice  France  Israël
- Andriy Khalpakhchi, directeur d'art du Molodost IFF  Ukraine
- Olias Barco, réalisateur, scénariste et producteur  France

### 4eédition(2013)
- Sergueï Selianov (président du jury), réalisateur  Russie
- Philippe Bober, producteur
- Eva Diederix, directrice de vente internationale  France
- Kirsten Niehuus  Allemagne

### 5eédition(2014)
- Peter Webber (président du jury), réalisateur  Royaume-Uni
- Sergei Loznitsa, réalisateur, producteur et scénariste  Ukraine  Russie
- Evgeniya Dodina, actrice  Israël
- Jean-Philippe Tessé, journaliste, acteur et critique de film  France
- Olga Dihovichnaya, actrice, réalisatrice et productrice  Russie

### 6eédition(2015)
- Jeanne Labrune (présidente du jury), réalisatrice, actrice et scénariste  France
- Dariusz Jabłoński, réalisateur, producteur et scénariste  Pologne
- Srđan Dragojević, réalisateur  Serbie
- Sergueï Boukovski, réalisateur  Ukraine
- Šarūnas Bartas, producteur, acteur et réalisateur  Lituanie

### 7eédition(2016)
- Christopher Hampton (président du jury), réalisateur, scénariste et poète  Royaume-Uni
- Eva Neyman, réalisatrice et scénariste  Ukraine  Allemagne
- Rebecca O'Brien, productrice  Royaume-Uni
- Alex Ross Perry, acteur, producteur et réalisateur  États-Unis
- Uberto Pasolini, réalisateur, scénariste et producteur  Italie

### 8eédition(2017)
- Christian Petzold (président du jury), réalisateur  Allemagne
- Rimma Zyubina, actrice  Ukraine
- Tudor Giurgiu, réalisateur  Roumanie
- Sibel Kekilli, actrice  Allemagne
- Evgueni Galperine, compositeur  Russie  France

### 10eédition (2019)
- Peter Brosens, (président du jury), réalisateur, scénariste et producteur  Belgique
- Ivanna Sakhno, actrice  Ukraine  États-Unis
- Karel Och, directeur du Festival international du film de Karlovy Vary  République tchèque
- Barry Ward, acteur  Irlande
- Nana Ekvtimishvili, réalisatrice  Géorgie

## Grand Prix du Festival (Duc d'or du meilleur film)
- 2010 : Minors under 16... (ru) d'Andreï Kavoun ()[1],[2]
- 2011 : Tomboy de Céline Sciamma ()[3]
- 2012 : Broken de Rufus Norris ()[4]
- 2013 : Le géographe a bu son globe d'Alexandre Veledinski ()[5]
- 2014 : Zero Motivation de Talya Lavie ()[6]
- 2015 : Mustang de Deniz Gamze Ergüven (, , , )[7]
- 2016 : Burn Burn Burn de Chanya Button ()
- 2017 : King of the Belgians de Peter Brosens et Jessica Woodworth, (, , )
- 2018 : Le Cygne de cristal de Daria Jouk ()
- 2019 (ex æquo) : Homeward de Nariman Aliev () / Et puis nous danserons de Levan Akin ()
- 2020 : Dinner in America de Adam Rehmeier ()
- 2021 : Jeunesse en sursis de Kateryna Gornostai ().
- 2023 : In the Rearview (en) de Maciek Hamela[réf. nécessaire] ()[8]

## Duc d'or pour l'ensemble de la carrière
- 2015 :
  - Darren Aronofsky, réalisateur et scénariste  États-Unis
- 2016 : 
  - Christopher Hampton, réalisateur, acteur et producteur  Royaume-Uni
- 2017 :
  - Isabelle Huppert, comédienne  France
  - Agnieszka Holland, réalisatrice  Pologne
- 2018 :
  - Ada Rogovtseva, comédienne  Ukraine
  - Jacqueline Bisset, comédienne  Royaume-Uni
- 2019 : 
  - Catherine Deneuve, comédienne  France
  - Mike Leigh, réalisateur et scénariste  Royaume-Uni

## Prix du public
- 2020 :
  - Victor Robot, long métrage d'animation[9]

## Galeries de photographies du festival

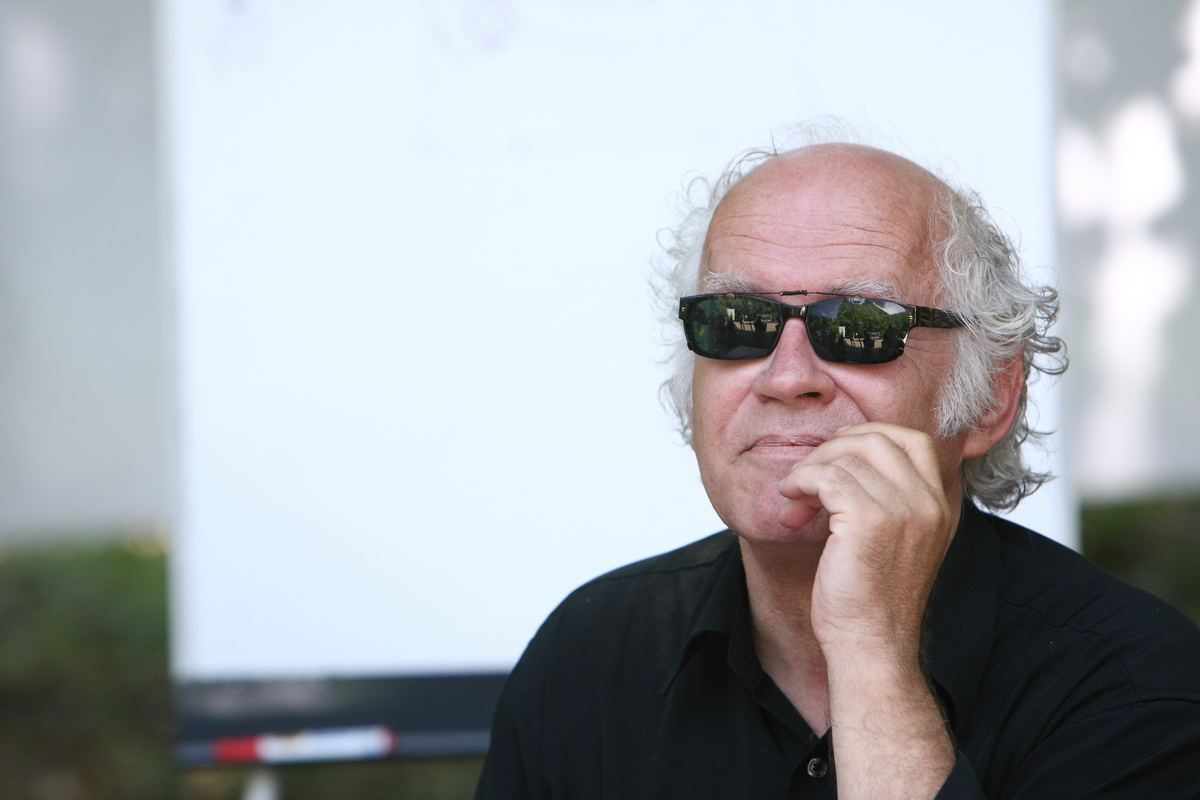
Jos Stelling, président du 1er Festival d'Odessa.
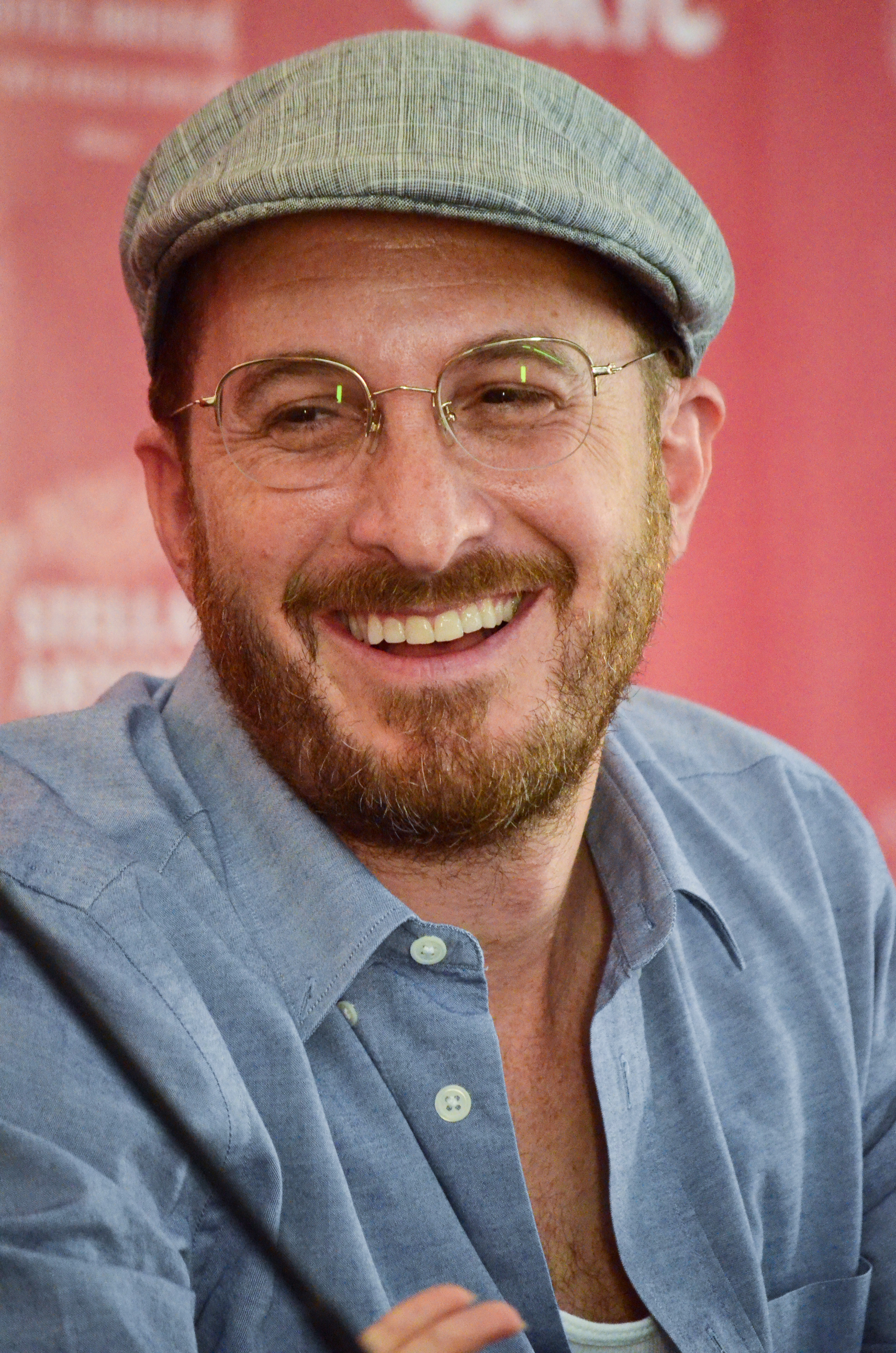
Darren Aronofsky en 2015 au festival.
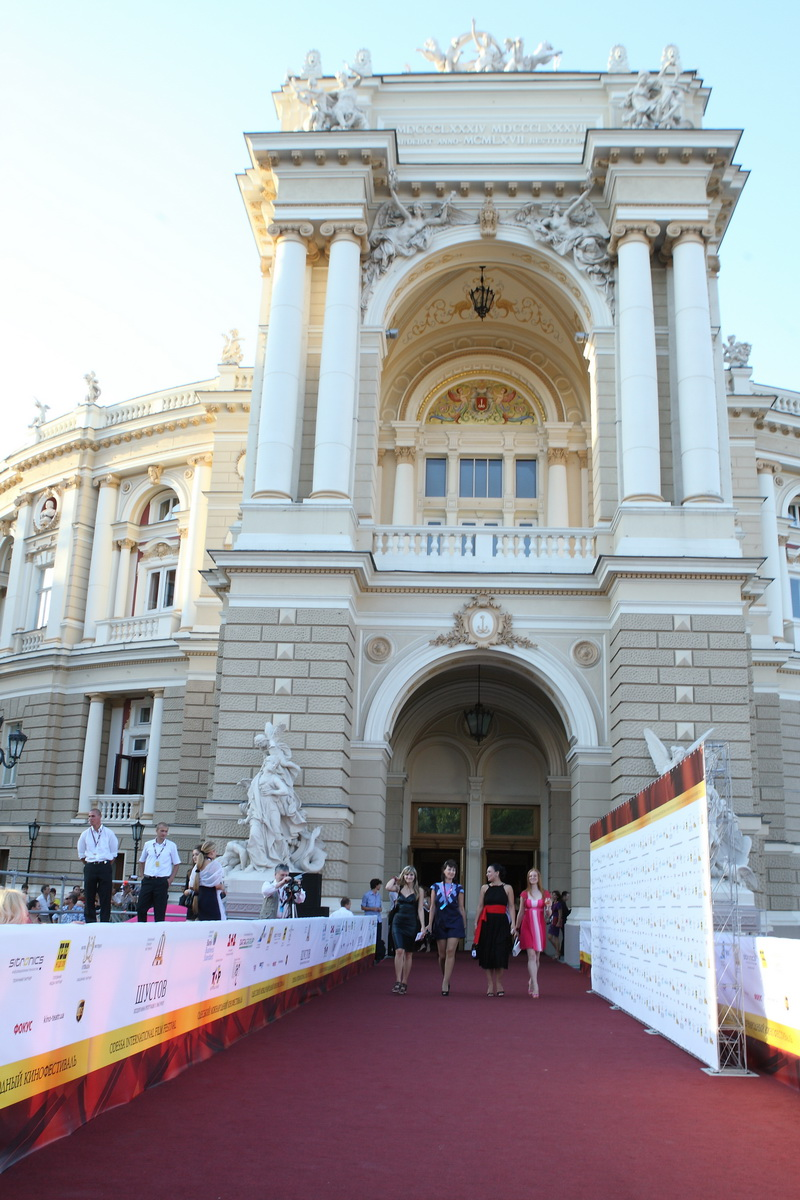
Festival à l'opéra d'Odessa.
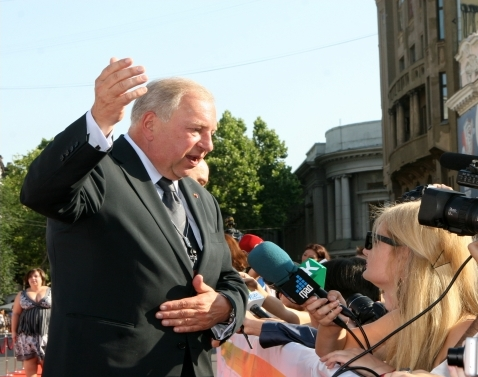
Jerzy Stuhr, président du jury en 2011.
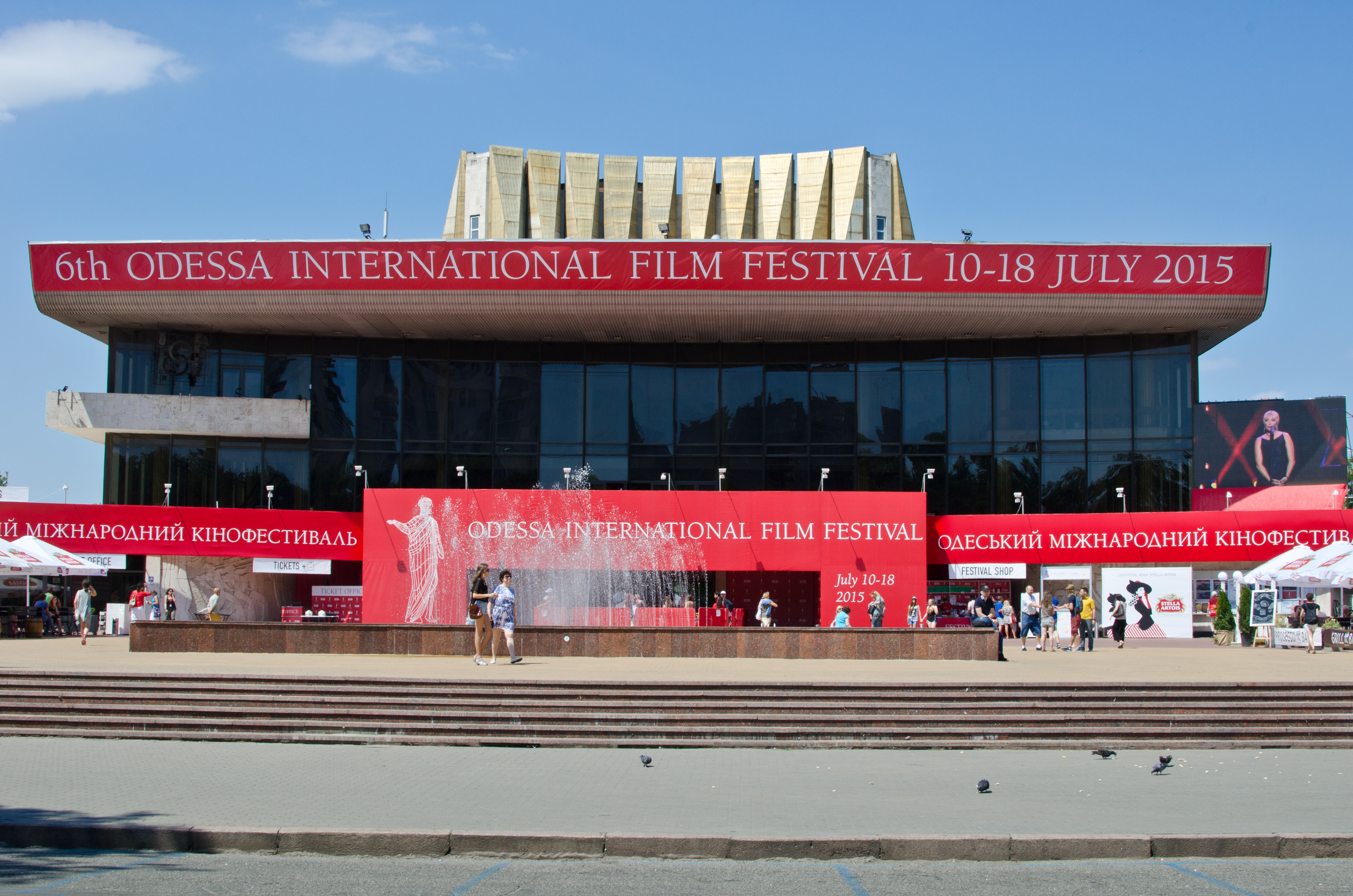
Festival international du film d'Odessa
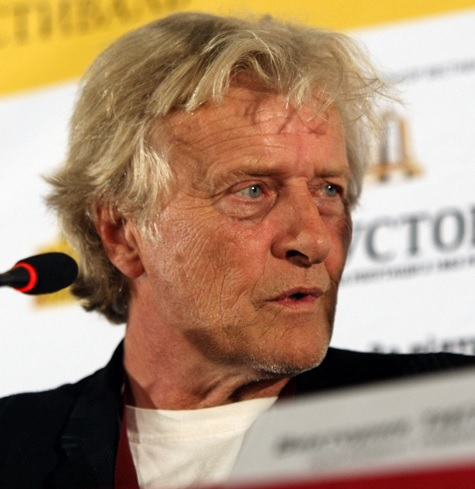
Rutger Hauer en 2010 au festival.
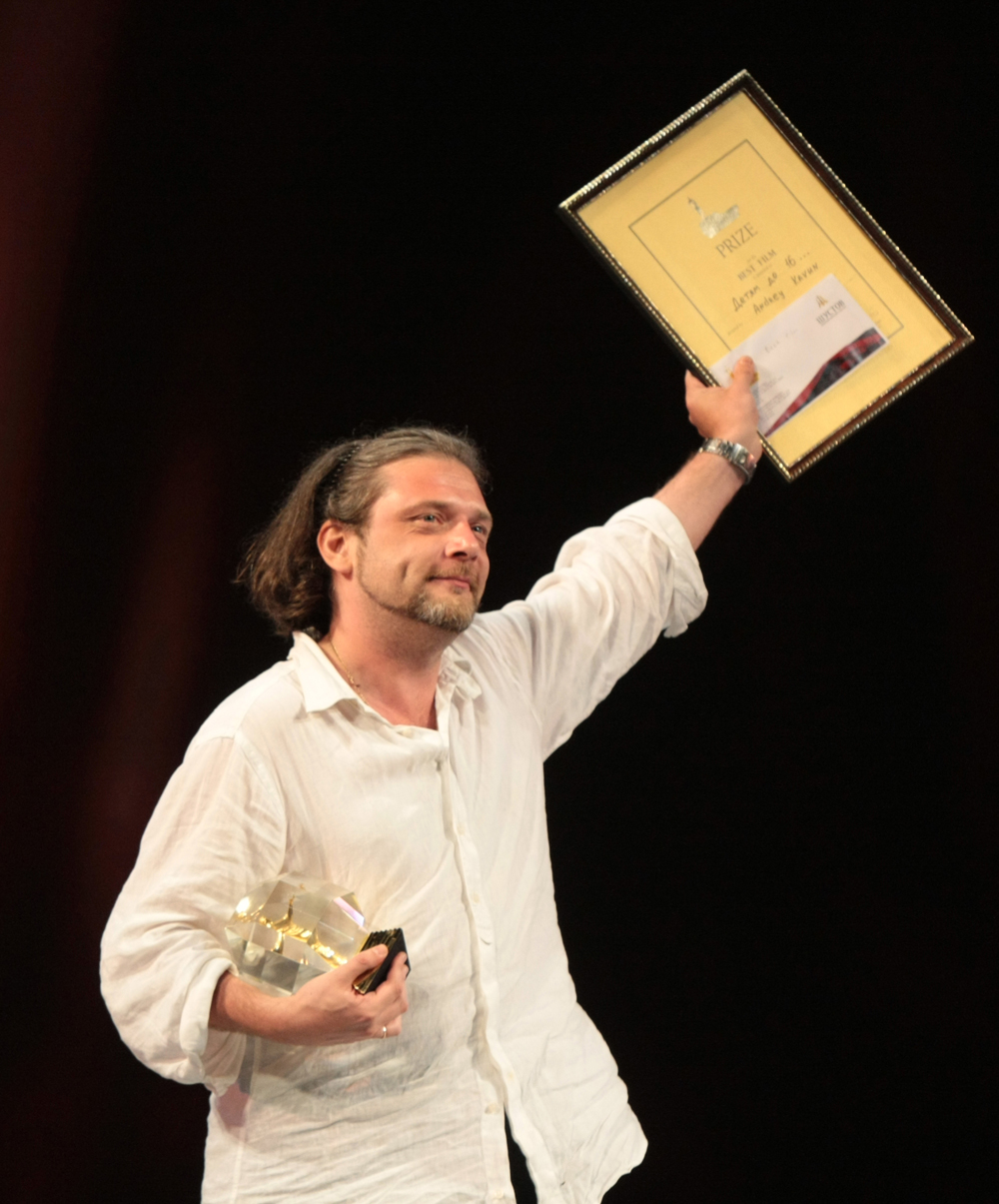
Andreï Kavoun, vainqueur en 2010.
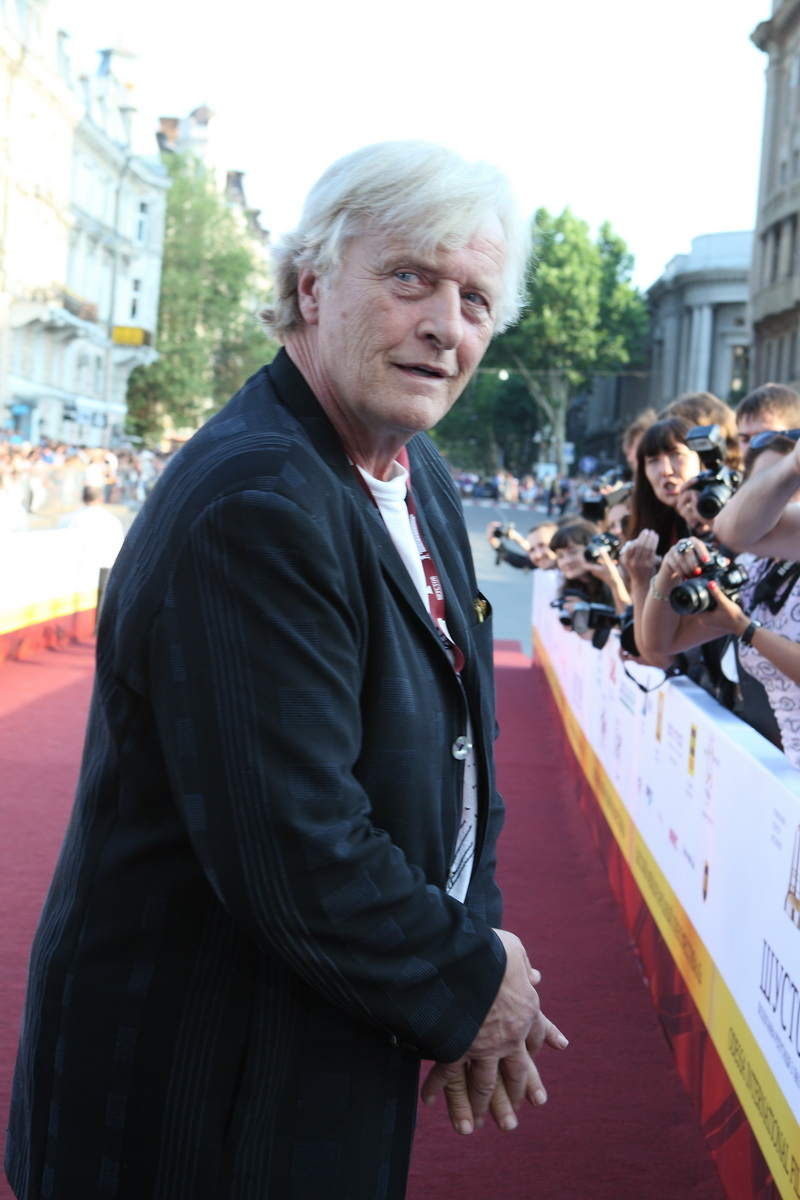
Rutger Hauer au festival en 2010.
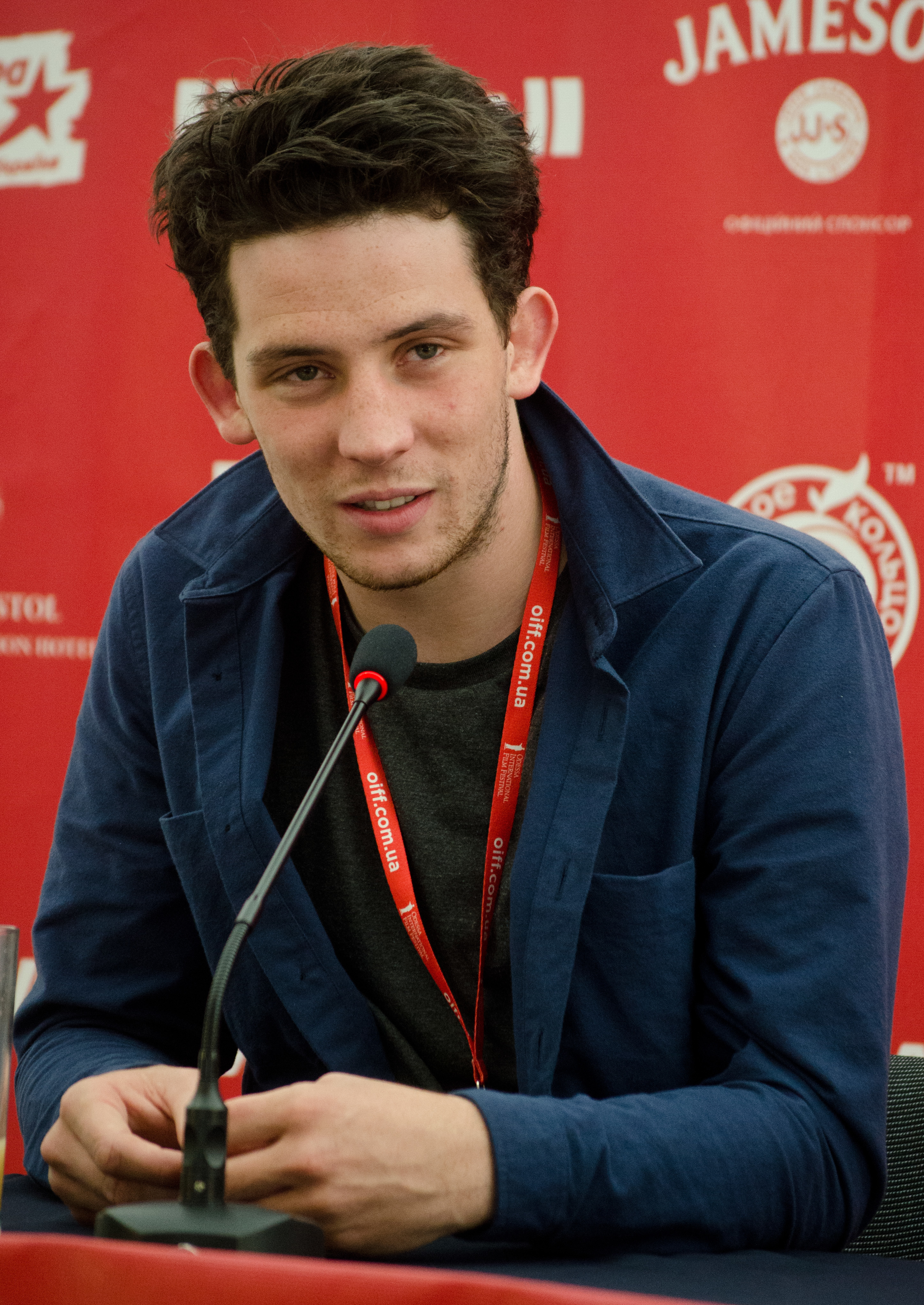
Josh O'Connor au festival en 2015.